# Pedinopelte violaceipennis
Pedinopelte violaceipennis är en stekelart som beskrevs av Cameron 1911. Pedinopelte violaceipennis ingår i släktet Pedinopelte och familjen brokparasitsteklar. Inga underarter finns listade i Catalogue of Life.